# Armeria mauritanica
Armeria mauritanica är en triftväxtart som beskrevs av Carl Karl Friedrich Wilhelm Wallroth. Armeria mauritanica ingår i släktet triftar, och familjen triftväxter. Inga underarter finns listade i Catalogue of Life.